# パワードール
POWER DoLLS（パワードール）は、1994年に工画堂スタジオより発売されたパソコン用戦術シミュレーションゲームのシリーズである。

## 概要
工画堂スタジオ内うさぎさんちーむによって開発された。未来の植民惑星を舞台にパワーローダーと呼ばれるロボットによって構成された部隊を指揮して戦闘での勝利を目指すシミュレーションゲームである。ゲーム内の自軍パイロットが全員、美女・美少女で構成されており、美少女ロボット部隊を指揮して戦うゲームという側面から人気を得た。また、ゲーム内容自体は比較的シビアで難易度は非常に高い。後年、いるかさんちーむよりパワードールの入門編と言える『ブルーフロウ』が発売されている。
後にOVA化され、1996年3月20日には『POWER DoLLS -オムニ戦記2540-』（全1話）、1998年3月1日には『POWER DoLLS Detachment of Limited Line Service プロジェクトα』（全1話）のタイトルで発売された。

## ゲーム内容
移民惑星オムニを舞台に、人型陸戦兵器パワーローダーを使う機械化特殊部隊DoLLS（Detachment of Limited Line Service）を指揮し、困難な任務を遂行する。プレイヤーは、パワーローダーユニットに移動、索敵、戦闘などを適切に指示し、「目標構造物の破壊」「人質救出」「一定時間戦線を保持する」といった目標を果たさなければならない。

## ストーリー
パワードールシリーズのストーリーは、地球政府軍との戦いから、反政府組織ジアスとの戦いまでを描いた第1世代と、サイフェルト共和国との戦いを描いた第2世代の2つに大きく分けることができる。
システム面でも両者には違いがみられる。第1世代の作品はオーソドックスな戦術級ウォーゲームであったが、プラットホームの主体を移した第2世代からは、リアルタイム性の導入、ポリゴンによる3D描画などの新しい試みを行っている。『POWER DoLLS 5』からはトップビューからクォータービューに視点が変わり、特に『POWER DoLLS 6』ではTPS的な要素が大胆に取り込まれている。

### 第1世代
『POWER DoLLS』（PC-98〈1994年1月18日〉、FM TOWNS〈1994年7月22日〉、DOS/V〈1994年12月2日〉、Windows〈1997年2月7日〉）
『POWER DoLLS FX』（PC-FX〈1996年1月18日〉）
物語の舞台は稙民惑星・オムニ。オープニングや戦闘シーンにパソコン版にはないアニメーションビジュアルが追加された。主人公は、すべて女性だけで構成された特殊部隊DoLLSのメンバーたち。彼女たちの声は人気声優陣が担当している。ゲームシステムでは、索敵の概念が無くなってしまったため、Ｒ系のPLDは、砲撃要請が唯一可能な機体となり、回復も行う支援型となった。マニュアルでもＸ4R装甲支援歩兵である。
『POWER DoLLS 1』（Windows〈2009年3月27日〉）…『POWER DoLLS』を『POWER DoLLS 5』のゲームシステムでリメイクしたもの。
惑星オムニは探査機が偶然発見した唯一の殖民可能な惑星である。人口爆発の危機に陥っていた地球は、長距離航行可能な移民船団をオムニに送り、およそ100年の歳月をかけて到着した先行移民団によってオムニは地球人類が生活可能なように開発されている。しかし、その後地球で超光速航行技術が確立され、地球から一足飛びにオムニに到達できるようになると地球政府は一方的にオムニ星の接収を宣言し、地球政府配下に置こうとした。これに反発した「オムニリング」を名乗るオムニ先住人類と地球政府側の対立が激化。西暦2535年、オムニ星と地球政府との間の対立は、遂に両者を戦争状態に突入させた。物量とおよそ100年のテクノロジーギャップに優れる地球軍に対し、オムニ軍は惑星開発で十分なノウハウを得た歩行車両パワーローダーを兵器化した、戦闘用パワーローダー「装甲機動歩兵」を使ったゲリラ戦で対抗してゆく。そして、2540年、オムニ軍はパワーローダーのみで構成された特殊部隊「第177特務大隊」を投入、戦いは新たな展開を迎える。
工画堂スタジオ代表取締役社長の谷逸平は『パワードール』シリーズで勝負するためことを考えており、開発チームに相談した結果、第1作のリマスター版を作ってもらえたが、流通会社から送られてきた発注書の数字が自分たちの予想を下回っていたと2021年の電ファミニコゲーマーとのインタビューの中で振り返っている
『POWER DoLLS 2』（PC-98〈1994年12月16日〉、FM TOWNS、DOS/V〈以上、1995年11月29日〉、プレイステーション〈1997年11月20日〉）
稙民惑星オムニを舞台に、女性だけの特務部隊DoLLSと反政府勢力ジアスとの戦いが展開される。第一次オムニ独立戦争の終戦から3年後、地球からの利益を得ようとする産業界と地球軍が糾合し、反政府勢力ジアスなる軍隊を組織して戦争を起こすことになる。ジアス軍は地球からの主力部隊の投入により軍事力を少しずつ拡大する。そして、これを状況悪化と察したオムニ政府は、終戦後解散していた「DoLLS」の編成を再び決断することとなった。
前回PS版『POWER DoLLS 2』はDoLLsのメンバーがプレストーリーにボイス機能が追加されて喋るアニメーションとなった。DoLLsは戦闘以外に、特殊な任務を請け負うこともある。PS版となりマウス専用の操作だったものがコントローラー専用へと変更。キャラごとの細かな能力情報などの確認も切り替え表示するといった仕様となった。
『POWER DoLLS 2 DASH』（PC-98〈1995年9月8日〉、DOS/V〈1996年10月4日〉）
独立を遂げた惑星オムニでの死闘を描いた『2』のパワーアップ版。『2』に登場しなかった、数々のミッションが追加され、DoLLSの戦いが再び繰り広げられる。本作は10本から成るオリジナルキャンペーンシナリオで構成され、キャンペーンシナリオの成否によっては、次のミッションが変わることがある。また、「PCH50輸送ヘリ」や「GX16戦車地雷」などの新兵器も追加されている。『2』のキャラデータを使用することも可能。
『POWER DoLLS 2 PLUS DASH』（Windows〈1998年4月17日〉）…『POWER DoLLS 2』と『POWER DoLLS 2 DASH』を一体化したもの
独立戦争終結後から38ヵ月後。地球政府軍の残党、迫害を受けてきた新規移住者、そして、それらを利用して利益を食もうとする企業によって生まれた組織「ジアス」が蜂起。全面戦争に発展すると判断したオムニはこれに対抗すべく軍に総動員令を発令。かつての第177特務大隊第3中隊隊長、ハーディ・ニューランド海兵隊大佐のもと、ドールズも再編され、再び困難な任務に就くこととなった。
『ADVANCED POWER DoLLS 2』（PC-98〈1996年4月5日〉、DOS/V〈不明〉、Windows〈1999年1月29日〉）
敗色濃厚となったジアスは、オムニ政府との和平を結ぼうとしていた。しかし、それをよしとせず、内部分裂によって誕生した過激派組織「ジアスPLA」は組織的抵抗を続けていた。これを鎮圧すべく、一度は解散したドールズも再編成され、戦列に加わる。
『POWER DoLLS 2 COMPLETE BOX』（2008年6月20日）
『POWER DoLLS 2 PLUS DASH』と『ADVANCED POWER DoLLS 2』、OVA2作等を収録。工画堂スタジオの広報担当者の橋本京子によると、第1作の10周年に当たる2004年に企画されていたものの、『POWER DoLLS 3』でゲーム性が変わったため方向性がまとまらなかったという。第1作から収録することも考えられたが、完成度と切りの良さから、『POWER DoLLS 2』系統の収録に至った。

### 第2世代
『POWER DoLLS 3』（Windows〈1999年3月26日〉）
ミッションクリア方式などのゲームの基本部分は継承され、本作では半リアルタイム制の戦闘や活躍に応じて隊員たちの階級を変更できる「人事」などの新システムが導入されている。ジアス動乱の時代から100年後の世界を扱っており、キャラクターの全員が新しい隊員となっている。パワーローダーのデザインだけでなく、兵装なども新たにデザインされている。戦場では、最大3機で構成される「小隊」にも行動の指示が可能になった。
『POWER DoLLS 4』（Windows〈2000年4月18日〉）
『POWER DoLLS 5』（Windows〈2002年4月26日〉）
『POWER DoLLS 5X』（Windows〈2002年12月20日〉）
『POWER DoLLS 5 plus X』（Windows〈2007年4月27日〉） …『POWER DoLLS 5』と『POWER DoLLS 5X』を一体化したもの
『POWER DoLLS 6』（Windows〈2004年2月27日〉）
ジアス動乱から約100年後。オムニ連邦のサイフェルト州はジョン・ブラウンを初代大統領とし、サイフェルト共和国として独立した。しかし、ジョン・ブラウンが暗殺され、その次の大統領となったジミー・ブラウンは混乱した政治、経済を建て直すことができず、2642年、この事態を打開すべく、オムニ連邦に対し侵攻を開始した。
『POWER DoLLS 2 DASH』は『POWER DoLLS  2』の、『POWER DoLLS  5』『POWER DoLLS  5X』は『POWER DoLLS 4』の外伝的な内容になっている。また、『POWER DoLLS FX』はストーリーこそ『POWER DoLLS』だが、登場するオムニ軍の機体が『POWER DoLLS 2』のものであった。そして、ゲームシステムも大きく異なっている。『POWER DoLLS 6』はTPSの要素を取り入れた。

#### オンライン版
『Web POWER DoLLS』（Webパワードール）
ガマニアデジタルエンターテインメントによる基本無料でアイテム課金制のPC用オンラインSLG。2011年12月19日にオープンベータテストを開始、正式サービスは2012年1月4日から開始。2014年9月17日にサービスは終了した。
サイフェルト戦役においてオムニ軍は再編された「DoLLS」を持ってサイフェルト軍を圧倒し、勝利する。しかし、世界各地にサイフェルト軍の残党が残っており武力衝突が絶えなかった。事態を重くみたオムニ軍上層部は「DoLLS」をモデルにした作成部隊の基地を各地に設立しサイフェルト軍残党勢力の掃討作戦を開始する。

## 第177特務大隊
第177特務大隊とは、オムニ独立戦争時、X-1シリーズ開発終了とともに設立された、パワーローダーの特性を生かした運用法や戦術を研究するための、オムニ国防総省直属の特殊部隊である。この部隊は、目的を別とする3つの中隊から成っている。
第1中隊
最初に結成された、山岳などにおけるゲリラ戦を行うレンジャー部隊。
第2中隊
市街や要塞の攻略を行う突撃部隊。パワーローダーによる制圧をはじめて実行した部隊でもある。
第3中隊
X-3A完成後に結成された、破壊工作、要人救出等あらゆる戦場への緊急展開を行う即応部隊。
「DoLLS」として知られているものは第3中隊であり、女性のみで編成されている。女性のみで編成された理由には、以下のような説がある。
1. X-3Aに適性のある男性パイロット[11]が、大方他の部隊に出払っていたため
2. 厭戦気分を解消するための「アイドル部隊」という面を持たせるため
3. 戦況上急がれていたメンバー選抜の結果女性兵士が多く、余計なトラブルを防ぐために男性兵士をすべて落としたため

この中で、2と3が最も真実に近いといわれている。アイドル部隊としての活動は小説版にて描かれており、第2世代のDoLLSも当初は本当にアイドル部隊になる予定だった。
第3中隊はその任務の性質上、パワーローダーのみではなく支援車両や航空兵力を持ち、自己完結性が高い。ジアス動乱以降に再編成された第177特務大隊は即応部隊、つまりDoLLSのみの編成である。

## キャラクター
登場する女性キャラクターは総勢27人。初期段階のメンバーは20人。ミッションをクリアするごとに新たなキャラクターが仲間に加わる展開が進むと全員が自然に仲間になるのかは不明だが、27人を仲間にする方法がある。
女性だけで編成された部隊である『DoLLS』は、戦闘団による緊急展開可能な特務機動部隊として設立された。その設立には軍全体の士気向上という上層部の思惑もあったが、最大の理由は、集まったDoLLSのメンバーが卓越した能力を持っていた。
登場人物・声の出演 (PS版)
- ハーディ・ニューランド - 玉川砂記子

(初代DoLLSの隊長)
かつてオムニ独立戦争で第177特務大隊の隊長を務めたエースパイロット。2では実践指揮をヤオに譲り、司令官として政治的な部分を受け持っている。一見してクールな印象を受ける大人の女性。
- ヤオ・フェイルン - 三石琴乃

(海軍中佐)
独立戦争当時、ハーディーとともに戦場を駆け抜けた古参メンバーで、接近戦の実力は部隊一と言われたエースパイロット。戦闘技術だけでなく現場対処能力が優れており、新生DoLLSの実践指揮官を務める。陽気で積極的、姉御肌で面倒見がよいので他の部員からも慕われている。
- タカス・ナミ - 白鳥由里

パワーローダーの開発に携わっていた技術者。試作機の実験部隊でパイロットを勤め、そのまま入隊。技術的な知識を豊富に持つ。
- ジュリア・レイバーグ - 山本真奈美

情報部に勤務していたが、ローダー操縦の腕を見込まれてDoLLSに入隊する。白兵能力や射撃能力に優れている。戦闘能力のバランスがよく、どんなシチュエーションの作戦であっても的確に処理する。
- ファン・クァンメイ - 久川綾

(海兵隊中佐)
父親が友人同士だったため、ハーディーとは幼なじみだった。指揮官学校を優秀な成績で卒業し軍官僚として軍に入隊。オムニ独立戦争が勃発したときにはハーディーを手助けするために軍用PLDの資格を取得してDoLLSに参加する。2の再呼集においてはハーディーの要請により、ヤオのサポート役として参加。どのような状況でも的確な判断が下せる能力の持ち主だが、常に一歩引いた立場で助言役に徹している。
- マフィル・ハティ - 八木田真樹
- アリス・ノックス - 岩男潤子

小型飛行機の操縦技術を買われ、軍に入隊した。戦闘後の操縦からパワーローダーでの白兵戦まで、実力は幅広い。
- セルマ・シェーレ - 野上ゆかな（現・ゆかな）

(海軍中佐)
大学を飛び級で卒業した後、士官学校を主席で卒業した才色兼備の女性。豊富な知識と的確な判断から"銀髪のコンピュータ"と呼ばれている。士官学校では模擬練習において、ヤオに勝つことはできなかった事がきっかけで、信頼感を抱き、姉のように慕っている。
- ライザ・モリーナ - 豊嶋真千子
- アニタ・シェフィールド - 冬馬由美
- マーガレット・シュナイダー - 渕崎ゆり子

ソフトウェアを専門に扱うプログラマー。部隊でもその特技を活かし、おもに工作任務や電子機器の操作などを担当している。
- エリィ・スノウ - 丹下桜
- ミチコ・ネイデル - 豊口めぐみ
- コウライ・ミキ - 根谷美智子
- ジュリィ・レイバーグ - 笠原留美
- ハンナ・ウィンクラー - 吉田愛理
- エリオラ・イグナチェフ - 折笠愛

### その他キャラクター
- ミリセント・エヴァンス - 桑島法子

(防空軍准尉)
多様に応用の利く運動能力を持つが、実践よりも理論に強い秀才。遠距離射撃の名手であり、地上戦では重火器での攻撃を得意とする。士官学校時代の訓練中に、復帰できないと思われる程の事故を起こしトラウマとなる。精神療養に時間をとらわれたため、卒業はしていない。DoLLS参加後は、精神力不足をカバーするほどにバランスの良い攻防が可能となっている。
- アヤセ・ミノル - 菊池志穂

(陸軍中尉)
防空軍のアクロバットチームのパイロットだったが、PLDクルーとしてDoLLSに志願した変わり者。空軍時代の経験を生かした独特の操縦センスから、曲芸師の異名をとっている。普段は隙がなく礼儀正しい態度をとっている。
- フェイス・スモーレット - 篠原恵美

(陸軍少尉)
独立戦争の後期からパイロットとして活躍。陸軍のコマンド部隊には、どんなに困難な任務でも必ず生還することからリターニングの異名をとる。その実績をハーディーに買われて、士官学校からの親友でもあるミリセントとともにDoLLS参加となった。行動が慎重で、新人メンバーの中ではもっとも完成された兵士。
- フレデリカ・アイクマン - 藤巻恵理子

(海兵隊少尉)
士官学校まではセルマの再来といわれた秀才で、軍の統合参謀本部に勤める。しかし、デスクワークには飽き足らなくなったため、実戦部隊てあるDoLLSに参加。パイロットとしても優秀で、そのしなやかな動きからキャットピープルの異名をとる。部隊ではセルマとともに作戦立案を担っている。しかし、兵士としての訓練経験がなく、PLDの操縦経験が不足しているため、白兵戦は苦手。
- マーク・ピアスン - 富沢美智恵

(海兵隊少佐)
両親がオムニの軌道中継基地で移民船団管理の仕事に就いているため、宇宙で生を受けた。軍に入隊後は宇宙船のパイロットとなる。そして、大気圏緊急降下訓練で初めてオムニの地表に降り立ち、そこで目にしたPLDの機動性にひかれて軍用PLDの操縦資格を取得。宇宙軍の増強計画の時にハーディーに引き抜かれ、DoLLSに参加した。
- セシル・フェリクス - 岡本麻弥
- マリー・エシコル - 今井由香
- エイミー・パーシング - 氷上恭子

(陸軍大尉)
以前まで所属していた陸軍部隊が反乱を起こした事があったが、彼女は関わっていなかった。このとき反乱鎮圧を担当していたヤオと知り合い、その縁でDoLLSに参加する。遠距離射撃の腕は部隊のトップだが、彼女は自覚していない。
- リサ・キム - 天野由梨

(海軍大尉)
幼い頃から戦闘機のアクロバット飛行にあこがれ、以来戦闘機のパイロットを夢見て育つ。軍に入り、パイロットコースに合格、攻撃機を主体とした海軍に所属。その後、DoLLSエアパーソンのリーダー、エリオラに引き抜かれDoLLSに参加する。部隊ではかなり小柄な方で、海軍時代に「装備がリサを入れて歩いている」と評されたことは、いまだに語り草になっている。
- メリサ・ラザフォード - 池澤春菜[5]

#### POWER DoLLS 3の登場人物
- フェイエン・ノール - 渕崎ゆり子（3）/ 山口由里子（4以後）

(陸軍中佐)
26歳
- ロザリア・チャペック - 静木亜美
- イネス・フィロン - 山田美穂
- ニナ・ラーマン - 幡宮かのこ（4）
- アニー・ウィルキンス - 高野直子（3）/ 水橋かおり（4）
- メアリー・アプルトン - 谷本卓美（3）/ 清水香里（4）
- レンレン・ミャオ - 渕崎ゆり子（3）/ 飯塚雅弓（4）
- ナリス・エリクソン - 本井えみ（3）/ 吉田愛理（4）
- レオノール・デ・ケイロス
- エディタ・ヴェルネル - 山田美穂（3）/ 今井由香（4）
- キャロル・マクガイア - 谷本卓美（3）/ 山本麻里安（4）
- モニカ・アジェンデ - 高野直子
- アイザワ・モモ - 幡宮かのこ（4）
- トリッシュ・ラティーニ - 山田美穂
- ラモーナ・コルタサル - 本井えみ
- リー・メイファ - 谷本卓美（3）/ 清水香里（4）
- マハティ・ラーケーシュ - 本井えみ（3）/ 吉田愛理（4）
- マチルダ・メッテルニヒ - 本井えみ（3）/ MARIO（4）
- メラニー・ブレア - 渕崎ゆり子（3）/ 静木亜美（4）
- ジェニファー・メルビル -  山田美穂（3）/ 桑島法子（4）
- ナム・ヨンジュ - 谷本卓美（3）/ 水橋かおり（4）
- ソニア・カミンスキー - 友永朱音（4）
- フランシス・ル・ベリエ - 山田美穂（3）/ 幡宮かのこ（4）
- サンディ・クーリッジ - 本井えみ（3）/ 今井由香（4以後）
- ホリィ・タカス - 渕崎ゆり子（3）/ MARIO（4）

#### POWER DoLLS 4の登場人物
- ソイニ・イェルム - 里見はるか

(陸軍少尉)
17歳
- エレン・シュターミツ - 三五美奈子

(宇宙軍少佐)
24歳
- リーユン・ウェルゲラン - 友永朱音

(陸軍曹長)
17歳
- ナンシー・ウォルコット - 三五美奈子

(防空軍少尉)
19歳
- セルジュ・ルジチカ - MARIO

(防空軍准尉)
18歳
- メイア・フェルマー - 桑島法子

#### POWER DoLLS 5の登場人物
- ナガセ・マリ - 桑島法子
- アデーレ・ヴィルツ - 水橋かおり
- エルヴィラ・モス
- クレール・ヴァランタン
- フー・ルォシャン
- エリス・ティタニア - 水樹奈々

#### POWER DoLLS 6の登場人物
- エレナ・エレシナ - 皆川純子

#### POWER DoLLS 1（2009）の登場人物
- アズサ・ユミ - 松来未祐

#### Web POWER DoLLSの登場人物
- アイヴィー・フレデリック
- アイネ・シェルリング
- アイン・ルートヴィクス
- アシュレイ・ヒューズ
- アムリタ・サラー
- アリサ・リー
- イリス・ヴァレンタイン
- ヴィヴィアン・フォード
- ウィル・トレントン
- エイダ・アルフォード
- エイリア・ヒューズ
- エミリー・アーカイブス
- エミル・ブランシェ
- エリザベッタ・カリア
- エルバ・アロンソ
- オクサナ・メレンチェフ
- カイリ・シュピーゲル
- カエデ・キサラギ
- カタリーナ・モラ
- カリン・ハゼンクレファ
- カルマ・ツェツィーリア
- カロル・ポージェ
- キティ・フロレンス
- キャサリン・バーゼル
- キャメル・エイジング
- キョウゴク・ヒスイ
- クリスティン・ノーマン
- クロエ・モンデシー
- ケイティ・イングリッド
- ケイト・ランヴァルド
- コイル・ヘーリテック
- コノハ・ミカヅキ
- サイラス・ベネス
- サラサ・スチュアート
- シーリス・タルト
- ジェシカ・ワーグナー
- シェマ・ペイズリー
- シェリー・ハート
- シエル・ド・ディスケン
- シオン・ゴールドバーグ
- シャイア・エドワース
- シャイン・カリーナ
- ジャスミン・ファーロ
- ジャニス・ホランド
- シャルロット・アンテヌ
- ジュリエッタ・サーチェ
- シリン・マーゴット
- ジル・ファンファルス
- シルヴィー・ホワイエ
- スウィニー・ベル
- ステラ・チェルニー
- セイラ・ピアゾン
- セシル・アルベール
- ゼノビア・シュタイン
- セリヌ・バロッシュ
- ソーニャ・イエンカ
- ソフィア・コーレンス
- ダリア・コンチスタ
- ディアナ・フランセット
- テオ・シルベスタ
- ドナ・グランディス
- ドロシー・コリンズ
- ナイア・シェルリング
- ナターリア・テルエス
- ナタシャ・ペドナーシュ
- ナディーン・イラニ
- ナナ・アヤカゼ
- ノエル・ラクルテル
- ハーヴ・テンペリオン
- バーバラ・カルヴァート
- ハオ・シャオロン
- ハツネ・ホオズキ
- パトリシア・テンドウ
- ヒルダ・オルポート
- ファティマ・クリエル
- フラン・バローニ
- フリージア・ラモット
- ブリジット・イスマイル
- フレイア・カーリー
- ヘルガ・アンダーソン
- ホムラ・アカギ
- マイア・セレスティーヌ
- マリエ・エメルソン
- マリス・フォルテ
- マルティナ・ビーチャム
- ミシェル・ビルギッタ
- ミズキ・アカギ
- ミューラ・ハルパドック
- ミレイユ・テレーズ
- メイ・ステファニー
- メイファン・ウンリュウ
- メグ・ナイアラー
- メロディ・レイモンド
- モニカ・フランタ
- ユーナリア・ビクトリカ
- ユニス・ティエス
- ユリア・ファンブロウ
- ヨーコ・スティングレイ
- ラーナ・ベネッシュ
- ラフィー・エルマーシャ
- ララ・ミルドレッド
- ランヴェリ・フォールム
- リーゼ・ミリアノヴィ
- リサ・オーレン
- リューシャ・ビルギッタ
- リュン・フェイレイ
- ルーシー・ローレル
- ルナ・ベアトリス
- レイチェル・キルスティ
- レイラ・アレンスキー
- レイル・クラーベ
- レティス・アッレグリア
- レベッカ・ダッドリー
- ローラ・アベルティーニ
- ロレッタ・カッジャーノ

## メディアミックス

### ラジオドラマ
『ステレオドラマ・パワードール』
文化放送系『久川綾のSHINY NIGHT』中で放送された作品。『POWER DoLLS 2』の世界を下敷きにしているが、細部の設定が異なる。タイトルの「ステレオ」という冠は、当時日本の中波AMラジオ放送に導入数年目（1992～）であったAMステレオ放送を活用していることを顕示するため。

### OVA
『POWER DoLLS FX』をベースとした『POWER DoLLS -オムニ戦記2540-』と、『ステレオドラマ・パワードール』をベースとした『POWER DoLLS・プロジェクトα』の2作が発売された。

#### POWER DoLLS -オムニ戦記2540-
ストーリー
作戦開始早々自分のパワーローダーを撃破されたフェイルンは、機体を回収するついでに戦争孤児の兄妹を拾ってきた。これらは作戦と何ら関係のないことで、何故そんなことをしたのかとクァンメイに問い詰められたフェイルンは、「ローダーの機密も子供たちの命も放っておけない」と言う。彼女もまた、親を亡くした孤児だったからだ。
その後、ドールズに新たな任務が言い渡された。それは地球政府軍に接収されているシャトー村の軍用ダムを爆破するというものであった。しかし、この任務にフェイルンは気が進まなかった。作戦目標のダムは、彼女の父が生前建設に携わったものだったからである。
任務と父への思いの二つに心を引き裂かれ、苦悩に満ちた作戦が始まる。
「フェイルンは孤児だった」という設定は、本作オリジナルである。
スタッフ
- エグゼクティブプロデューサー - 鬼羅あきら（工画堂スタジオ）
- プランニングプロデューサー - 鈴木敏充（ARTMIC）
- プロデューサー - 安部和広（工画堂スタジオ）、福島宏之（ARTMIC）
- スーパーバイザー - 土井新也（工画堂スタジオ）、柿沼秀樹（DARTS）
- 原作 - 工画堂スタジオ
- 脚本 - 卯木碧（DARTS）
- キャラクター原案 - 土井新也（工画堂スタジオ）
- アニメーションキャラクターデザイン・作画監督 - 谷口守泰
- メカ作画監督 - 崎山知明
- メカニックデザイン - 小笠原智史（工画堂スタジオ）、那倉政幸（ARTMIC）、福地仁
- 美術監督 - 松宮正純
- 撮影監督 - 菅谷英夫
- 音響監督 - 三間雅文
- 音楽 - 齋藤博人（工画堂スタジオ）、インナーブレイン
- 監督 - 富永恒雄
- 制作 - ARTMIC
- 製作・著作 - 工画堂スタジオ

登場人物・声の出演
- ハーディ・ニューランド - 高乃麗
- ヤオ・フェイルン - 冬馬由美
- セルマ・シェーレ - 西原久美子
- ファン・クァンメイ - 根谷美智子
- アリス・ノックス - 高田由美
- ジュリア・レイバーグ - 山崎和佳奈
- ヤオの父 - 藤本譲
- 長官 - 石井康嗣
- パイロット - 遠近孝一
- 兄 - 嶋村薫
- 妹 - 本井英美

主題歌
ED「STORM SONG」
作詞 - スエナガヤスコ / 作曲・編曲 - 齋藤博人 / 歌 - 高乃麗

#### POWER DoLLS Detachment of Limited Line Service プロジェクトα
ストーリー
独立戦争末期、ドールズは戦闘中、奇妙な友軍のパワーローダーを目撃する。甲虫のような姿をした六本脚のそのローダーは、あっという間に敵を粉砕して戻ってきた。話によると、このローダーは次世代のシステムを積んだ試作機なのだという。結局、その後このローダーを見かけることはなかった。
そして時は流れ、反政府組織ジアスとの戦いが始まった。その日、ドールズに与えられた任務は、「内通者からの通報があった島から、その内通者を救出する」というものであった。その島に上陸したドールズは、地下施設内で、謎のローダーと遭遇する。それは、かつて独立戦争時に見かけた、あの奇妙なローダーだった。
スタッフ
- 原作 - 工画堂スタジオ
- 企画 - 伊藤梅男、鬼羅あきら
- プロデューサー - 平山博志、安部和広、土井新也、神田修吉
- アシスタントプロデューサー - 鷲尾実保
- コーディネーター - 谷逸平
- 脚本 - 冨岡淳広
- キャラクターデザイン・作画監督 - ゴトウマサユキ
- メカニックデザイン - 西中康弘
- メカ作画監督 - 長野伸明
- メカニックスーパーバイザー - 小笠原智史
- 美術監督 - 池田祐二
- 撮影監督 - 吉田光伸
- 音楽 - 齋藤博人（工画堂スタジオ）
- 音響監督 - 鶴岡陽太
- 監督 - 日高政光
- アニメーション制作 - オー・エル・エム
- 製作 - バップ、工画堂スタジオ

登場人物・声の出演
- ハーディ・ニューランド - 久川綾
- ヤオ・フェイルン - 三石琴乃
- タカス・ナミ - 横山智佐
- セルマ・シェーレ - 野上ゆかな
- アリス・ノックス - 永島由子
- エイミー・パーシング - 氷上恭子
- ミリセント・エヴァンス - 白鳥由里
- デボラ・ヒューズ - 榊原良子
- スタン・フィンケル - 中田譲治
- アルファのパイロット - 木村歌音
- 兵 - 小形満、山崎たくみ
- オペレーター - 深水由美、本田貴子、室園丈裕

主題歌
OP「HEAVEN」
作詞・作曲・歌 - 森若香織 / 編曲 - 朝本浩文

### 漫画
- 『月刊ニュータイプ』にて、松原あきらによる漫画が連載されていた。『POWER DoLLS FX』の世界観をベースとしているが、『POWER DoLLS 2』からの登場人物も登場し、その中の一人であるミリセント・エヴァンスを主人公に据えている他、漫画オリジナルのメンバーが登場するなど、独自色が強い。
- 『月刊コンプティーク』においても1996年10月号より、香我美悠原作によるコミック『オーディンの侍女』が連載されていた[13]。こちらは『ADVANCED POWER DoLLS 2』の世界観をベースとしてセルマ・シェーレを主人公に据えている。本作は『POWER DoLLS 2 COMPLETE BOX』の特典としても収録された[14]。

### 小説
- 角川スニーカー文庫より1995年12月20日に刊行された、全1巻（ISBN 4044110182）。ノベライズは柿沼秀樹が担当し、挿絵は松原あきらによる。『POWER DoLLS』を下敷きに、ドールズの前日譚などを盛り込んだストーリーとなっている。